# 926th Wing
Il 926th Wing è uno stormo associato dell'Air Force Reserve Command, inquadrato nella Tenth Air Force. Il suo quartier generale è situato presso la Nellis Air Force Base, nel Nevada.

## Organizzazione
Attualmente, al settembre 2017, lo stormo controlla:
- 926th Operations Group
  -  706th Aggressor Squadron, codice di coda LV - Equipaggiato con F-16C
  -  26th Space Aggressor Squadron, Schriever Space Force Base, Colorado
  - 14th Test Squadron, Schriever Space Force Base, Colorado
  - 379th Space Range Squadron, Schriever Space Force Base, Colorado
  -  84th Test and Evaluation Squadron, Eglin Air Force Base, Florida
    - Detachment 1 associato al 505th Command and Control Wing, Hurlburt Field, Florida
- 726th Operations Group, Creech Air Force Base, Nevada
  -  78th Attack Squadron, associato al 432nd Wing
  - 91st Attack Squadron, associato al 432nd Wing
  -  429th Attack Squadron, Holloman Air Force Base, Nuovo Messico
  -  13th Reconnaissance Squadron, Beale Air Force Base, California
  - Detachment 1, Creech Air Force Base, Nevada
  - 926th Aircraft Maintenance Squadron
  - 926th Force Support Squadron
  - 926th Aerospace Medicine Squadron
  - 926th Security Forces Squadron